# Gyllingfink
Gyllingfink (Linurgus olivaceus) är en fågel i familjen finkar inom ordningen tättingar.

## Utseende och läte
Gyllingfinken är en udda och unik fink. Hanen är gul och olivgrön med svart huvud och svarta vingar. Den varierar geografiskt i färgen på ryggen, inslag av orange undertill och huruvida den har en gul halskrage eller inte. Honan är genomgående olvigrön. Båda könen uppvisar en skäraktig näbb. Lätet är ett vasst "tsik".

## Utbredning och systematik
Fågeln placeras som enda art i släktet Linurgus och delas in i fyra underarter:
- Linurgus olivaceus olivaceus – förekommer i bergen i sydöstra Nigeria och Kamerun samt på Bioko
- Linurgus olivaceus prigoginei – förekommer i bergsskogar i östra Kongo-Kinshasa
- Linurgus olivaceus elgonensis – förekommer från sydöstra Sydsudan (Imatong) till Kenyas högländer
- Linurgus olivaceus kilimensis – förekommer i högländer i Tanzania mot norra Malawi

## Levnadssätt
Gyllingfinken hittas i och kring bergsskogar. Där lever den ett tystlåtet och tillbakadraget liv. Den ses vanligen i par eller smågrupper.

## Status
Arten har ett stort utbredningsområde och beståndet anses stabilt. Internationella naturvårdsunionen IUCN listar den därför som livskraftig (LC).

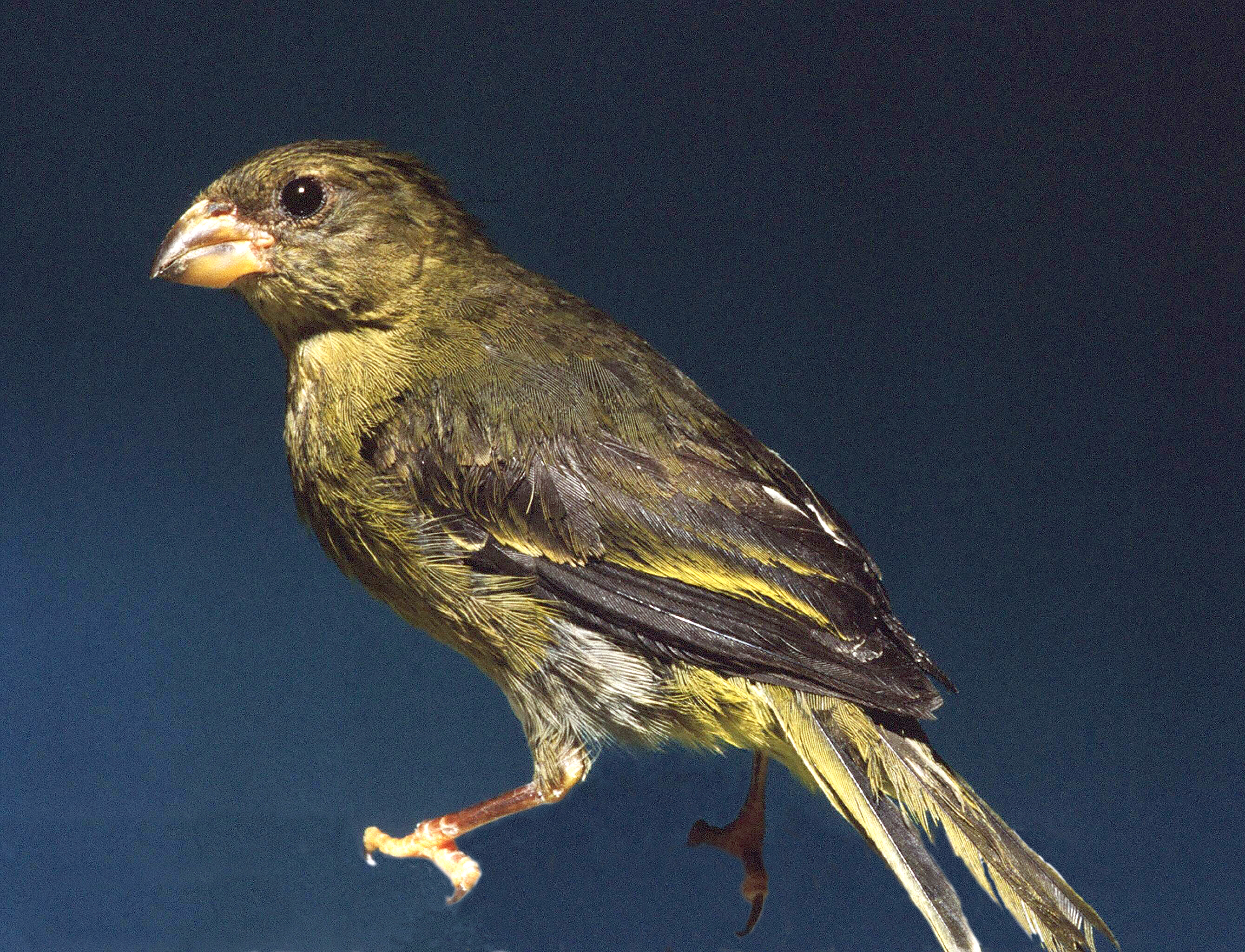
Hona